# Evangelische Kirche (Hopfgarten)

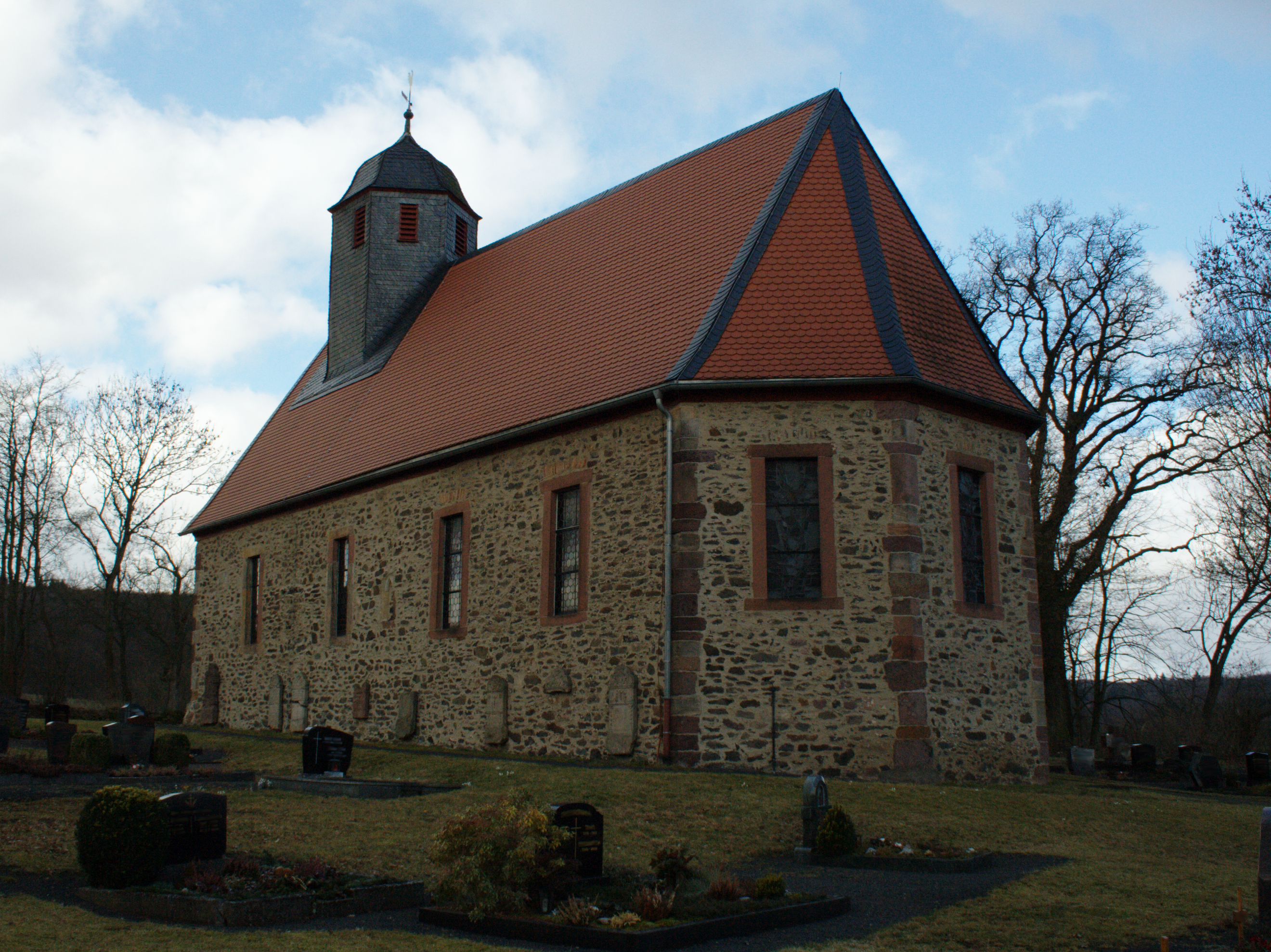
Evangelische Kirche (Hopfgarten)

Die evangelische Kirche Hopfgarten ist ein denkmalgeschütztes Kirchengebäude, das auf einer Anhöhe im ummauerten Kirchfriedhof von Hopfgarten steht, einem Ortsteil  der Gemeinde Schwalmtal im Vogelsbergkreis (Hessen). Die Kirchengemeinde gehört zum Dekanat Vogelsberg in der Propstei Oberhessen der Evangelischen Kirche in Hessen und Nassau.

## Beschreibung
Das romanische Kirchenschiff der Saalkirche aus Bruchsteinen wurde 1733/34 auf das Doppelte nach Osten verlängert und dreiseitig geschlossen. Die Schießscharten und die Fenster des romanischen Kirchenschiffs wurden bei der Restaurierung 1970 zugesetzt. Aus dem Satteldach des Kirchenschiffs erhebt sich im Westen ein sechseckiger Dachreiter, hinter dessen Klangarkaden sich der Glockenstuhl befindet, in dem eine im 15. Jahrhundert gegossene Kirchenglocke hängt. Der Dachreiter ist mit einer glockenförmigen Haube bedeckt. Der Innenraum hat an zwei Seiten Emporen. Zur Kirchenausstattung gehören ein Ambo von 1724, eine Kanzel von 1639 und ein romanisches Taufbecken.